# Чермашенцев, Антон Викторович
Анто́н Ви́кторович Чермаше́нцев (21 января 1976, Новосибирск, СССР) — российский гребец, бронзовый призёр Олимпийских игр. Заслуженный мастер спорта России.

## Карьера
На Олимпийских играх 1996 года Антон в составе восьмёрки выиграл бронзовую медаль. На следующей Олимпиаде Чермашенцев в соревнованиях восьмёрок стал девятым.
В 1999 году завоевал бронзу на чемпионате мира.

## Награды
- Медаль ордена «За заслуги перед Отечеством» II степени (6 января 1997 года) — за заслуги перед государством и высокие спортивные достижения на XXVI летних Олимпийских играх 1996 года[5]